# Kelhorn
Famiglia di strumenti musicali a doppia ancia incapsulata, derivati dal corrispettivo rinascimentale "cromorno", grazie ad una elaborazione di Georg Kelischek, mastro liutaio ed in particolare esperto in flauti dolci; egli ha avuto l'intuizione di "scavare" un percorso sinusoidale in un'anima di materiale plastico per ottenere strumenti più corti e con i fori per l'intonazione più ravvicinati rispetto all'originale. Il progetto risale agli anni 60 e lo strumento costituisce un'alternativa moderna al cromorno rinascimentale essendo più robusto, maneggevole ed economico oltre ad avere un'estensione leggermente superiore. 

## Etimologia
Il nome  origina per la prima parte dal cognome dell'inventore, Georg Kelischek, e per la seconda dallo strumento originale, il cromorno, in tedesco "Krummhorn"

## Caratteristiche
La famiglia, analogamente allo strumento rinascimentale, il cromorno, si compone di strumenti di diversa taglia ed estensione, con alcune varianti per ciascuna taglia. il materiale è il polimero ABS. A differenza del cromorno il Kelhorn è diritto, non ha la caratteristica curvatura terminale ed è sensibilmente più corto, via via che si passa alle taglie più grandi; al termine della canna sinusoidale interna è ricavata una campana che ne rinforza il suono. Come tutti gli strumenti ad ancia incapsulata, non essendo possibile agire con le labbra sulla stessa, non ci sono possibilità di gestire la dinamica. L'estensione è leggermente maggiore del suo antico predecessore ma sempre limitata.
| Taglia       | Estensione (note raggiunte grazie a chiavette opzionali tra parentesi) |
| soprano      | do3 – re4 (– fa4)                                                      |
| contralto    | fa2 – fa3 (– la3) oppure sol2 – la3 (– si bemolle3)                    |
| tenore       | do2 – re3 (– fa3) oppure re2 – mi3 (– sol3)                            |
| basso        | fa1 – sol2(– si bemolle2) oppure sol1 – la2(– do2)                     |
| contrabbasso | do1 – re3 (– fa3)                                                      |

## Diffusione
Il Kelhorn è una alternativa ad uno strumento antico che già di per sé, a causa della scarsa dinamica ed estensione e del notevole costo, è diffuso esclusivamente tra gli appassionati del repertorio. Tuttavia si deve rilevare che le maggiori ditte produttrici di modelli "in serie" del cromorno, sia in legno che in plastica, hanno sospeso da tempo la sua produzione. Di conseguenza la scelta per chi esegue musica consortile rinascimentale per cromorno è tra il kelhorn o uno strumento artigianale dal costo piuttosto elevato.